# Distribuzione (meccanica)

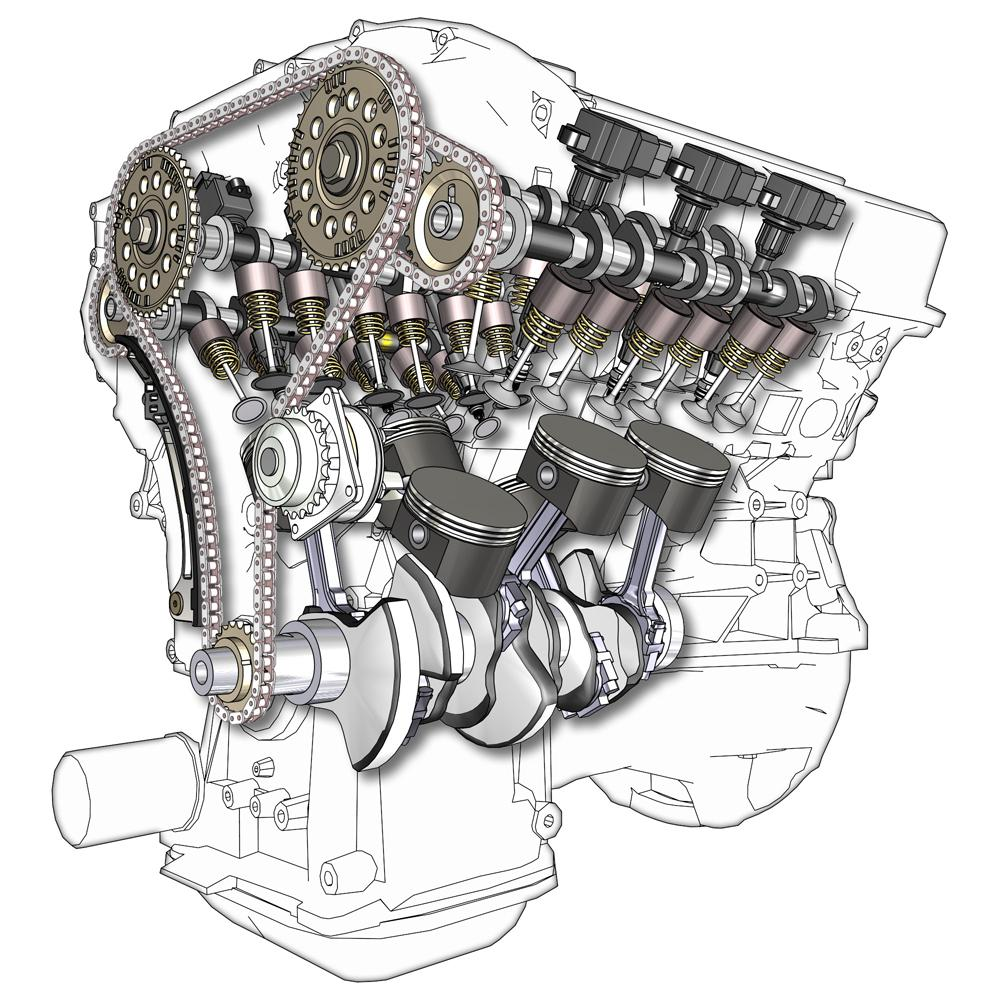
Distribuzione di un motore a 4T

Con distribuzione, nella meccanica, s'indica l'insieme degli organi meccanici predisposti al controllo dei gas che entrano ed escono nei cilindri. Esso lavora dunque accoppiato al sistema di alimentazione che lo comanda in funzione delle esigenze di motricità del veicolo. 
Questo sistema è usato sui motori a quattro tempi, sui motori a sei tempi e parte dei motori a cinque tempi unidirezionali.

## Componenti della distribuzione
La distribuzione comprende: 

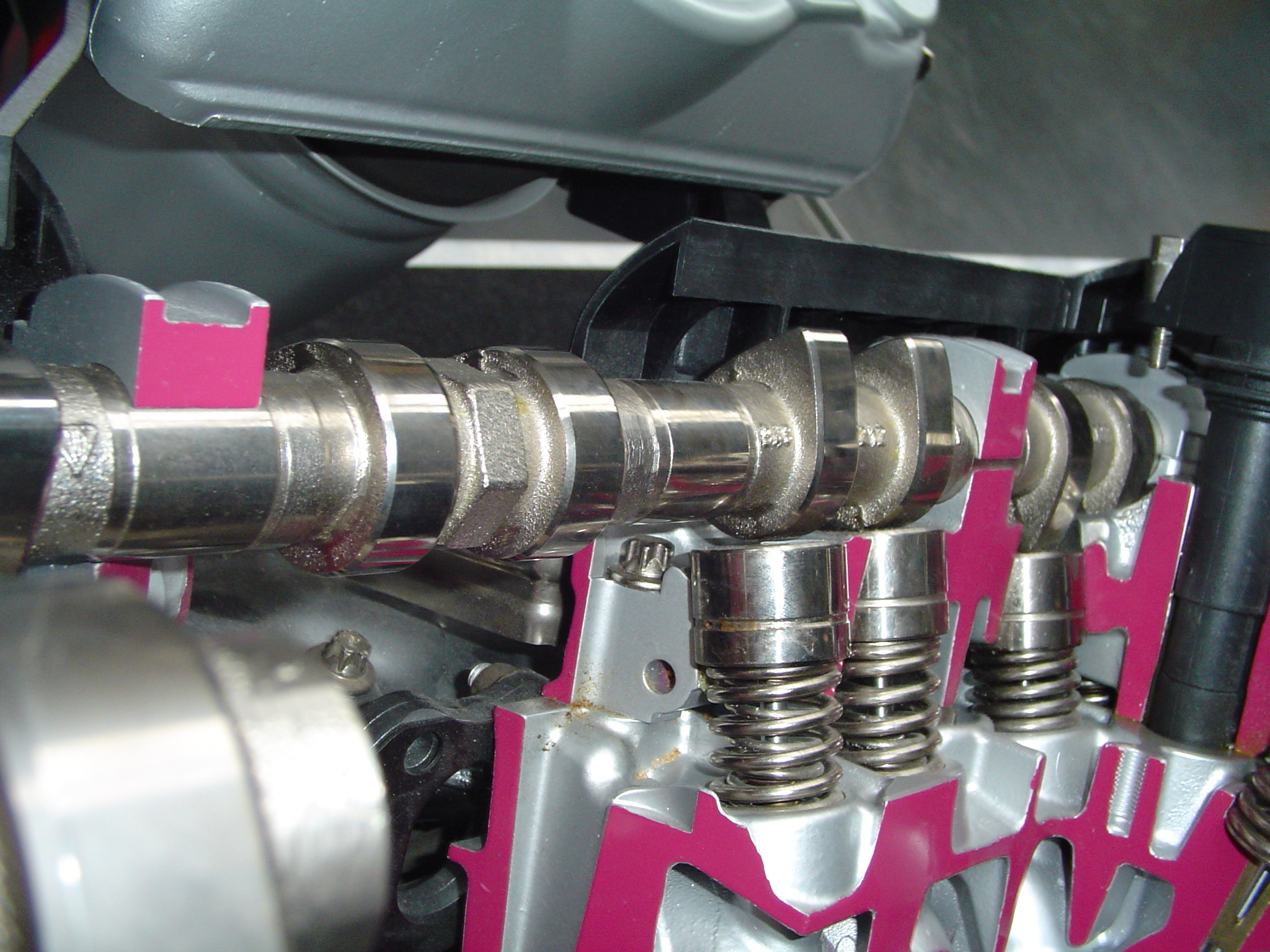
Sezione di una distribuzione diretta con punteria a piattello

- valvole di aspirazione, utilizzate per la regolazione del flusso di benzina miscelata all'aria.
- valvole di scarico, utilizzate per la regolazione del flusso dei gas di scarico.
- albero a camme o albero degli eccentrici che regola la fasatura di distribuzione.
- aste di distribuzione, utilizzate in quei motori dove le camme si trovano sull'estremità dell'albero motore (non è presente l'albero a camme)
- bilancieri quando presenti permettono il funzionamento di un cilindro a quattro valvole con un solo albero di distribuzione.
- Punteria, s'interpone tra la valvola e il sistema che le comanda (camma o bilanciere) in modo da regolare il gioco ed eventualmente autoregolarsi e a seconda della punteria si può determinare una differente alzata della valvola e il modo in cui si distribuiscono le forze.

## Posizionamento della distribuzione
La distribuzione a seconda di come è concentrata, si può definire:
- In testa si definiscono così tutti quei sistemi, dove l'albero a camme si trova sulla testata
  - Laterale quando si ha l'organo di distribuzione del moto dall'albero a gomiti e albero a camme spostato a un lato di questi o dove l'intera distribuzione si sviluppa tutta a un lato del cilindro
  - Centrale quando si ha l'organo di distribuzione del moto dall'albero a gomiti e albero a camme spostato al centro di questi
- In blocco si definiscono così tutti quei sistemi, dove l'albero a camme si trova dentro il blocco motore

## Tipologie di trasmissioni per la distribuzione

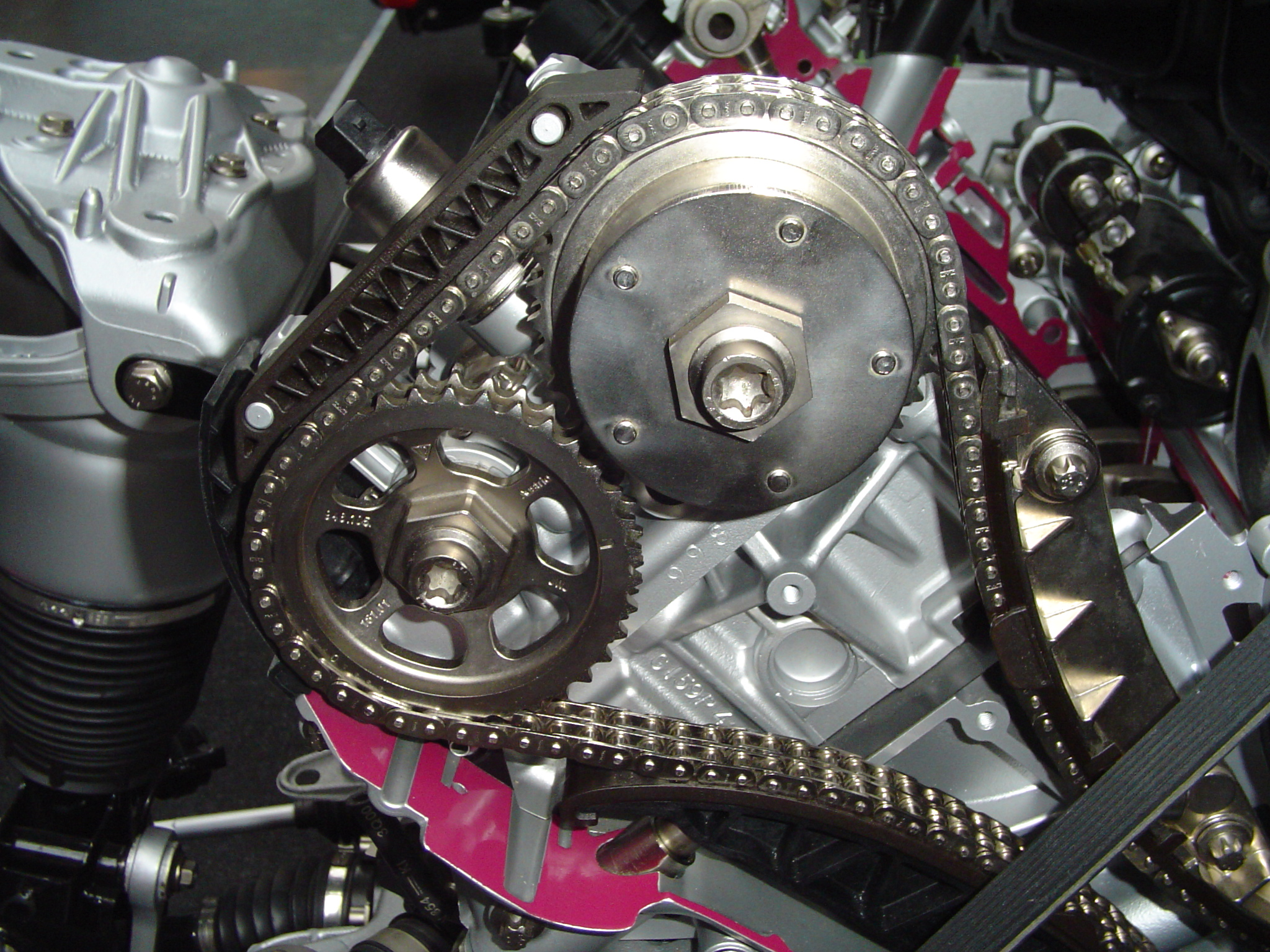
Trasmissione a catena

Per trasmettere il moto dall'albero a gomiti alla distribuzione esistono vari metodi:
- Aste e bilancieri : ove l'albero a camme aziona i bilancieri mediante l'interposizione di aste di comando (ad. es nei motori bicilindrici Moto Guzzi).
- Catena di distribuzione. È la soluzione più antiquata che causa elevata rumorosità, ma offre grande resistenza al tempo ed all'usura.

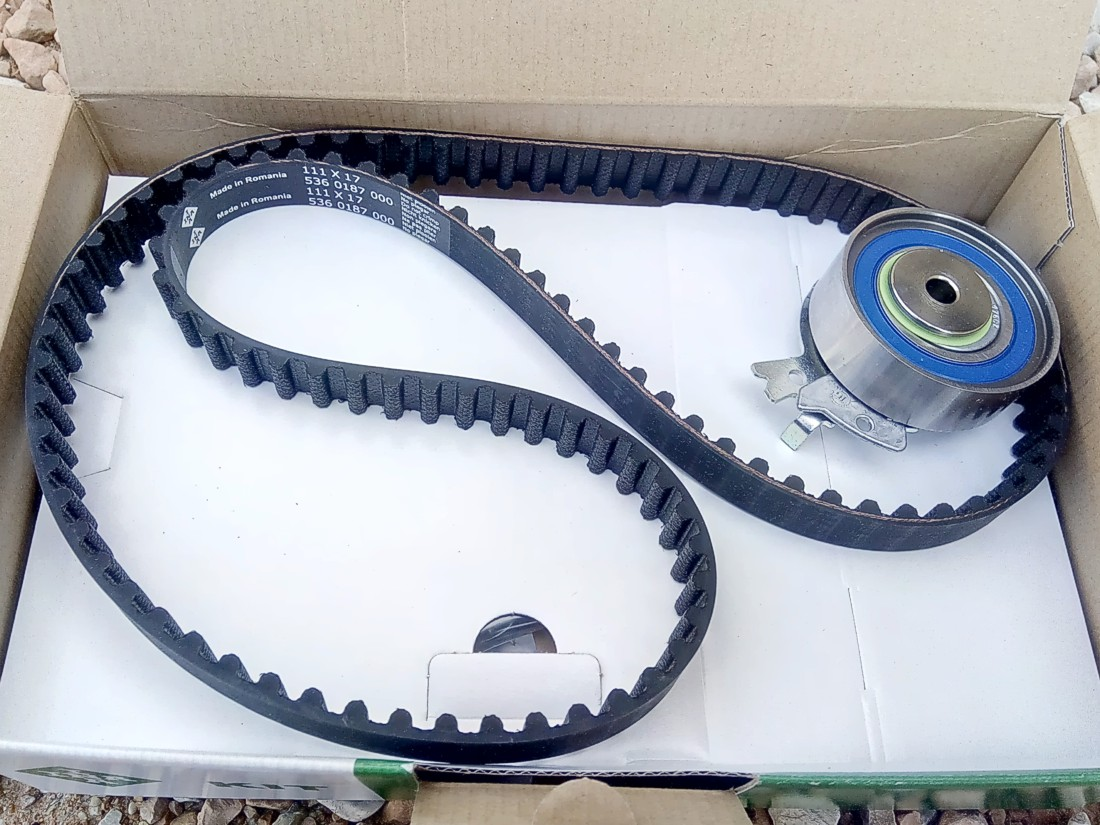
Trasmissione a cinghia con tenditore automatico

- Cinghia dentata. Costruita in gomma, è molto silenziosa, che lavora a secco, ma non garantisce la durata, in quanto invecchiando, la gomma s'indurisce, rischiando di causare rotture improvvise della cinghia stessa con gravi conseguenze per il motore.
  - Cinghia dentata a bagno d'olio, si tratta di una variante, che funziona in un ambiente a bagno d'olio esattamente come la catena di distribuzione, per la realizzazione della cinghia è richiesta una composizione chimica che permetta di resistere all'aggressione chimica degli oli e suoi additivi (che tendono a far dilatare la gomma), alle alte temperature (che tendono a irrigidire le gomme e renderle fragili) e alle impurità presenti nell'olio.
La prima applicazione è in ambito industriale negli anni '90, mentre le prime applicazioni per autotrazione si ha nel 2008 con il motore Ford EcoBoost tricilindrico.[1]
- Cascata d'ingranaggi è la soluzione più costosa che è generalmente relegata alle competizioni, ma che facilita le operazioni di revisione non avendo bisogno del tendi catena/cinghia, ha pochissimo gioco d'accoppiamento e per questo è molto precisa nel trasmettere la rotazione. Un tempo utilizzata anche su alcune sofisticate moto di serie, come ad esempio la Honda VFR 750F, è stata poi abbandonata in quanto la precisione dei meccanismi tende a diminuire per usura e le periodiche operazioni di regolazione, con questo sistema, risultano particolarmente complicate e difficoltose.

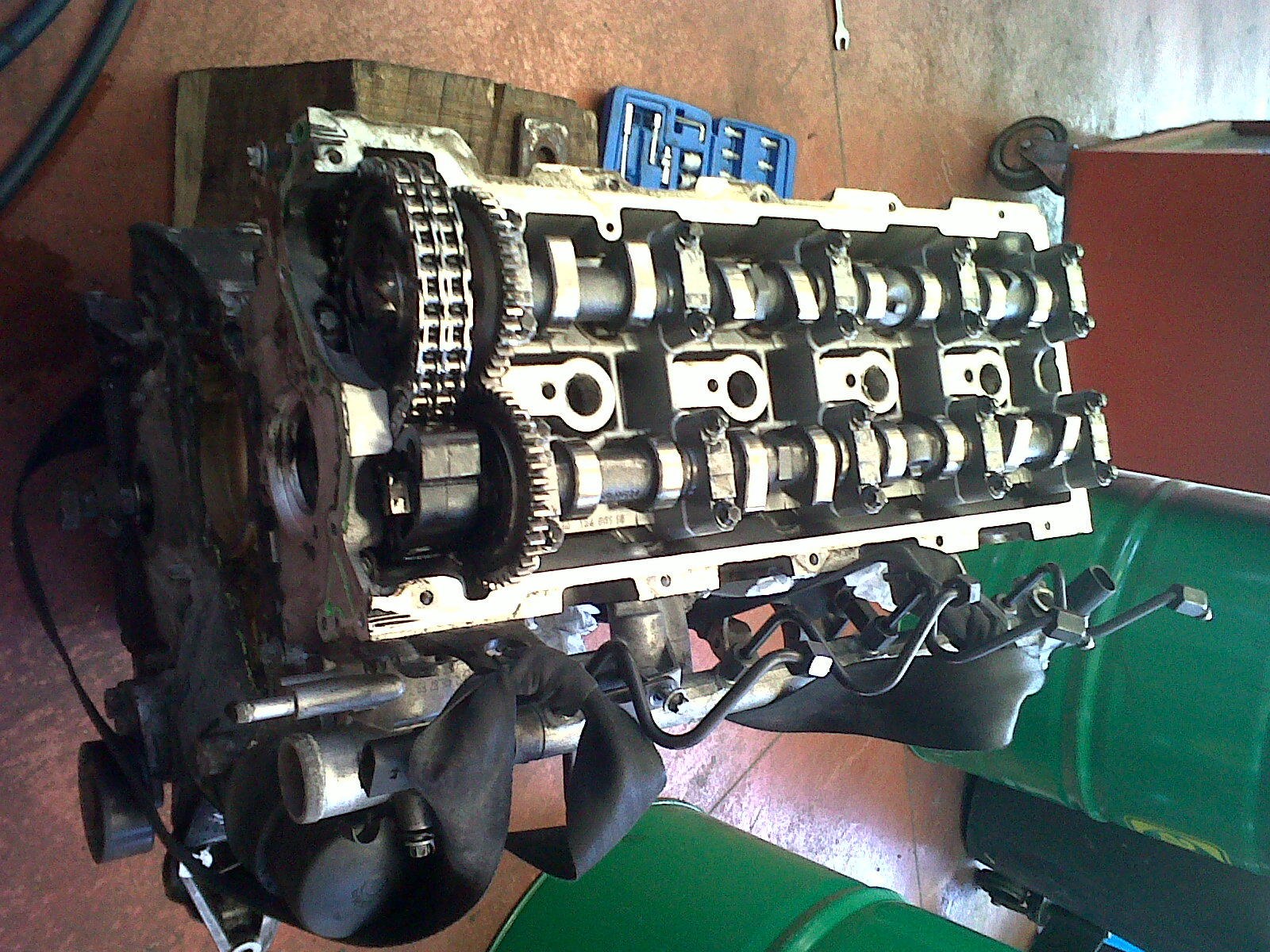
Trasmissione mista

- Mista ingranaggi-catena, è una soluzione recente, utilizzata dalla Aprilia a partire dal 1998 su propulsori bialbero, e da FIAT sui motori FIRE a 16 valvole dove si ha il collegamento diretto con l'albero motore tramite cinghia (o catena) per uno degli alberi a camme, mentre il secondo albero viene mosso dal primo tramite un sistema a ingranaggi. In questo modo vengono evitati i problemi di tensionatura della catena.

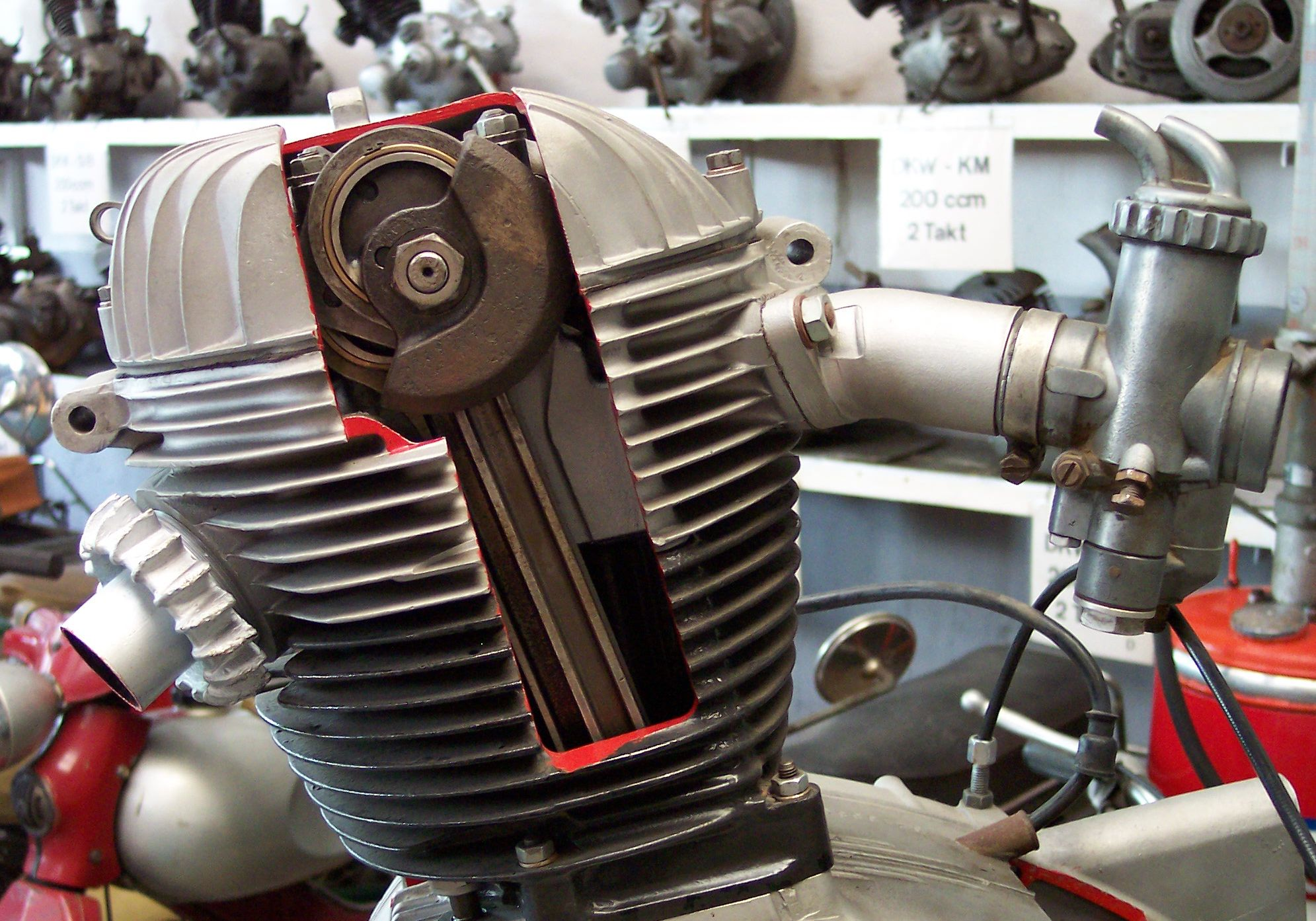
Trasmissione a bielle

- Coppia di bielle il sistema di trasmissione viene affidato a un doppio sistema biella-manovella, dove l'albero motore e l'albero di distribuzione utilizzano le manovelle e le bielle venivano usate per collegarli.
- Coppie coniche si utilizza un sistema ad asta e ingranaggi conici, dove l'albero motore trasmette il moto all'asta tramite una coppia di questi ingranaggi e quest'asta la trasferisce all'albero a camme tramite una seconda coppia conica[2].
- Nessuna, si ha quando le camme sono ricavate direttamente sull'albero a gomiti e non si necessita alcuna distribuzione all'albero a camme, questo perché è appunto ricavato direttamente sull'albero a gomiti, questa configurazione non è per l'uso su motori a quattro tempi.

## Tipo di valvola
La distribuzione a seconda del tipo, può utilizzare due tipi diversi di valvola:
- Valvola a fodero, valvola cilindrica che ruota attorno al pistone aprendo le luci di scarico ed aspirazione. Questo tipo di valvola viene utilizzato nel sistema RCV.
- Valvola a fungo, questo tipo di valvola ha la forma di un fungo ed ha un movimento alternato, nel caso di sistemi con più di due valvole per cilindro, queste possono assumere un movimento parallelo o radiale; in quest'ultima configurazione assumono il nome di "Valvole radiali".

## Inclinazione fra le valvole a fungo

Disegno in sezione di una testata per motore a quattro tempi, dove è possibile vedere gli angoli tra le valvole e la differente conformazione dei condotti tra aspirazione e scarico

L'inclinazione tra le valvole a fungo è importante sia per la conformazione della camera di combustione che per le dimensioni della testata e quindi degli ingombri del motore.
Quest'inclinazione può essere riferita in:
- Generale, inclinazione totale tra le valvole di scarico e d'aspirazione, in passato si è arrivati anche ad angoli di 90°, mentre nei motori prodotti dal terzo millennio tale angolo si è ridotto ad un range compreso tra 20° e 28°[3]
- Specifica, inclinazione della valvola rispetto all'asse del cilindro

Può essere inoltre specificata l'inclinazione tra le valvole della stessa funzione (tra le valvole d'aspirazione o tra le valvole di scarico), dove tale valore sarà diverso da 0 solo in caso di valvole radiali, in quanto aventi gli assi asimmetrici.
La sezione di passaggio dei condotti d'aspirazione e scarico viene influenzata sia dal numero di valvole che dalla loro inclinazione, dove i motori a 2 valvole permettono sezioni di passaggio maggiori rispetto ad un iomologo motore a 4 valvole solo con angoli di 68° o più.

## Tipo d'azionamento delle valvole a fungo

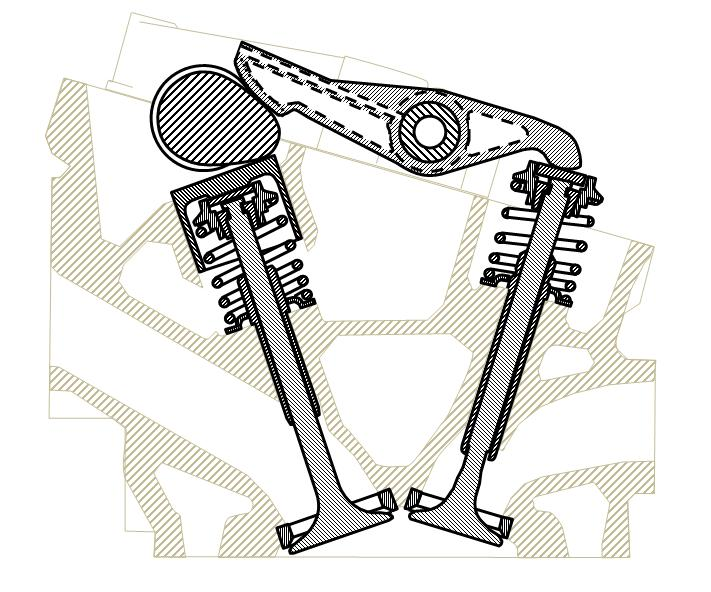
Sistema d'azionamento misto della Triumph Dolomite Sprint

Per azionare tali valvole si possono usare diversi sistemi:
- Camme, si utilizzano dei lobi di un albero a camme il quale agisce direttamente sulla valvola. Il sistema è utilizzato in parte per la distribuzione IOE e sulle distribuzioni DOHC e SV.
- Bilancieri, si tratta d'utilizzare un elemento interposto tra i lobi dell'albero a camme e la valvola stessa, in modo da utilizzare un solo albero e d'ampliare l'effetto dell'eccentricità dei lobi, sistema utilizzato parzialmente per la distribuzione IOE e sulle distribuzioni SOHC e Desmo. In pratica si tratta di una leva, infulcrata tra l'albero a camme e la valvole.
- Misto, si tratta d'utilizzare un albero a camme che aziona direttamente le valvole di un lato del cilindro, mentre per le valvole del lato opposto si utilizzano i bilancieri, un esempio è il sistema "Unicam" della Honda[5]
- Aste e bilancieri, è una variazione del sistema a bilancieri, dove viene interposta un'asta tra il bilanciere e i lobi dell'albero a camme, questo perché tale albero è disposto lontano dalla valvola, come nel sistema OHV.
- Niente o funzionamento automatico, sistema utilizzato solo sulla valvola d'aspirazione di alcune applicazioni economiche e a bassi regimi di funzionamento, dove la valvola viene azionata/aperta semplicemente dalla depressione generata dal motore.

In questo tipo di sistemi si possono azionare le valvole Singolarmente, ogni camma o bilanciere aziona una singola valvola, o In coppia dove ogni camma o bilanciere aziona una coppia di valvole del medesimo lato e funzione.
Parametri molto importanti in questo tipo di sistemi sono:
- La Velocità d'alzata, il tempo impiegato (fasatura), per azionare completamente la valvola alla sua alzata massima, deve essere il più ridotto possibile, dato che l'alzata così come il diametro della valvola, implica la velocità di riempimento del cilindro.
- L'Alzata massima, l'alzata massima è generalmente compresa tra 0,28 e i 0,32 volte il diametro del fungo. Per valori di diametro minori l'alzata sarebbe il fattore di maggiore peso per la determinazione del flusso, mentre a valori superiori diventerebbe il valore di minore importanza per la determinazione del flusso.[6]

## Tipo di richiamo delle valvole a fungo
Per far ritornare le valvole a fungo alla loro sede e chiudere il passaggio dei gas si possono utilizzare varie tecniche:
- Elastica, è la tecnica più antica e consiste nell'utilizzo di una o più molle elastiche per valvola, che possono essere costruite in vari materiali, generalmente acciaio armonico o titanio, per far chiudere la valvola, in passato si utilizzavano aste flessibili.
Le molle utilizzate possono essere di vario tipo, elicoidale cilindriche o coniche, barra di torsione, a spillo, ecc[7]
- Pneumatica, è una tecnica molto costosa, generalmente riservata alle competizioni, e consiste nell'utilizzo di una molla pneumatica che ha lo stesso funzionamento della molla elastica, ma migliorando la chiusura ad elevati regimi elimina il rimbalzo della valvola dalla sede.
- Desmodromica, è una tecnica poco utilizzata, sia in ambito civile che competitivo, la quale consiste nel comandare tramite bilancieri la chiusura della valvola. In ambito motociclistico è la soluzione tipicamente utilizzata dal marchio italiano Ducati, che con il tempo l'ha resa una carattereistica distintiva e riconosciuta della sua produzione.

## Tipo di fasatura
Il controllo delle valvole a fungo durante i vari regimi del motore può essere:
- Fisso, le valvole hanno sempre gli stessi valori d'azionamento per tutto l'arco di funzionamento del motore
- Variabile, le valvole hanno valori d'azionamento diversi a seconda del regime di funzionamento del motore

## Posizionamento delle valvole
Le varie valvole possono essere poste in vario modo:
- Semplice, configurazione classica in molti motori a 2 valvole per cilindro o in molti motori ad accensione spontanea, dove le valvole si muovono perpendicolari al cielo del pistone o sono poco inclinate, ma sempre parallele tra loro.
- Flussi incrociati o Cross-Flow, disposizione comune, dove le valvole d'aspirazione o di scarico sono confinanti tra loro e poste ai lati opposti del cilindro e con una determinata inclinazione, per aumentare il diametro delle valvole e avere i flussi dei gas aspirati ed espulsi che s'incrociano, utilizzata su molti motori aspirati e sulla quasi totalità dei motori sovralimentati.[8]
- Diametrale o valvole incrociate, dove le valvole d'aspirazione non sono posizionate tutte dallo stesso lato sul cielo della camera di combustione e quindi affiancate, ma disposte in modo alternato, in modo da avere ogni valvola d'aspirazione posta a 180° rispetto al centro del cilindro e affiancata da valvole di scarico e viceversa.
Questo sistema è utilizzato soprattutto per i motori sovralimentati da competizione.[9][10][11]

## Tipi di distribuzione
Motori volumetrici endotermici:
- Distribuzione desmodromica, è un tipo di distribuzione dove la posizione di valvola chiusa o aperta è determinato dal solo albero di distribuzione.
- Distribuzione DOHC (Bialbero), è un tipo di distribuzione munito di due alberi a camme in testa (Double Over Head Camshaft).
- Distribuzione SOHC (Monoalbero), è un tipo di distribuzione munito di 1 albero a camme in testa (Single Over Head Camshaft).
- Distribuzione OHV (Valvole in testa), è un tipo di distribuzione dove gli alberi a camme non sono sopra la testa ma sono vicini all'albero motore (Over Head Valves).
- Distribuzione SV (Valvole laterali), questo tipo di distribuzione è andato in disuso prima del 1950, perché prevedeva che le valvole, invece che essere posizionate sopra la testa fossero posizionate ai lati della testa e del cilindro.
- Distribuzione IOE (Intake Over Exhaust), questo tipo di distribuzione è andato in disuso prima del 1970, perché prevedeva che le valvole, invece che essere posizionate sopra la testa fossero posizionate ai lati della testa e del cilindro.
- Distribuzione RCV (Cilindro ruotante), è un tipo di distribuzione munita di 1 sola valvola a fodero che chiude le luci d'aspirazione e scarico, rappresentando un sistema alternativo rispetto alle solite valvole.

Inoltre, esistono anche tecnologie relative alla distribuzione che permettono di variare la fasatura delle camme in funzione del carico del motore.
I dispositivi che sfruttano tali tecnologie sono noti come variatori di fase e sono stati introdotti per la prima su un'auto di serie dall'italiana Alfa Romeo nei primissimi anni ottanta. In seguito, tale tecnologia si è progressivamente diffusa.
I tardi anni ottanta hanno visto anche la giapponese Honda sviluppare un suo sistema di fasatura variabile, mentre gli anni novanta hanno visto la tedesca BMW proporre il suo sistema VANOS.
Anche diverse altre Case automobilistiche hanno nel frattempo sviluppato altri sistemi di fasatura variabile.
Motori a vapore:
- Distribuzione Caprotti, distribuzione utilizzata da alcune locomotive a vapore.
- Gresley conjugated
- Joy
- Southern
- Stephenson
- Distribuzione Walschaerts
- Bagnall-Price
- Baker
- Baguley
- Bulleid chain-driven